# Žiga Pešut
Žiga Pešut (* 5. Oktober 1992 in Maribor, Slowenien) ist ein slowenischer Eishockeyspieler, der seit Januar 2023 bei Nice Hockey Côte d’Azur in der französischen Ligue Magnus unter Vertrag steht.

## Karriere

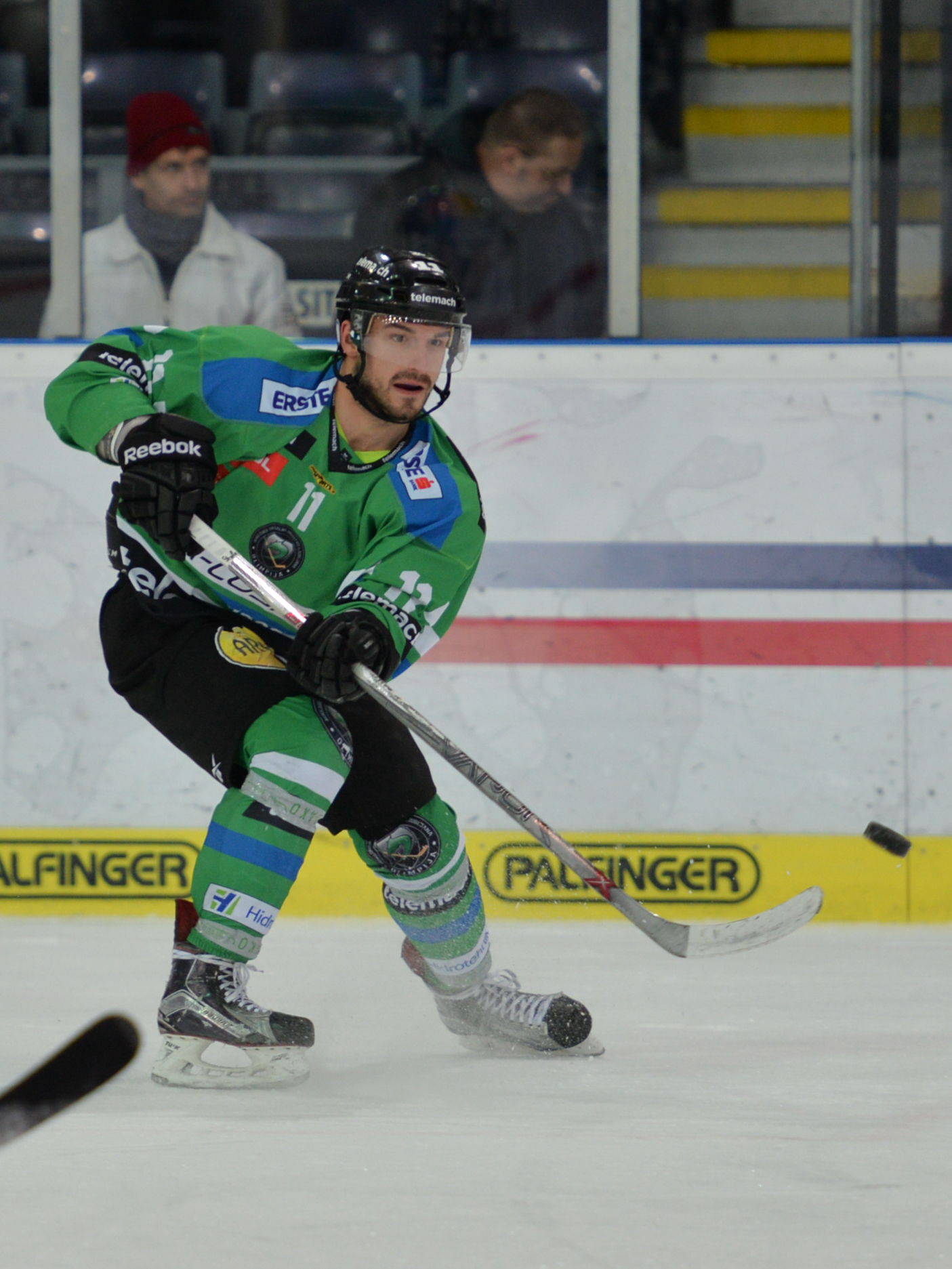
Žiga Pešut im Trikot von HDD Olimpija Ljubljana (2016)

Žiga Pešut begann seine Karriere als Eishockeyspieler in seiner Heimatstadt in der Nachwuchsabteilung des HDK Maribor, für dessen zweite Mannschaft (Maribor mladi) er in der Saison 2008/09 sein Debüt in der slowenischen Eishockeyliga gab. Nachdem er 2009/10 für den Grums IK neben Spielen in den Juniorenmannschaften auch zu Einsätzen in der viertklassigen 2. schwedischen Division kam, wechselte er nach Tschechien. Zunächst spielte er zwei Jahre in der dortigen U20-Liga für den HC Slezan Opava und den BK Mladá Boleslav. Die Spielzeit 2012/13 verbrachte er dann in der 2. Liga, der dritthöchsten tschechischen Spielklasse, wo er für NED Hockey Nymburk allerdings nur zu einem Spiel kam. Von 2013 bis 2017 spielte er bei HDD Olimpija Ljubljana, wo er vorwiegend in der Österreichischen Eishockey-Liga eingesetzt wurde. Während der Playoffs wurde er aber auch in der slowenischen Eishockeyliga eingesetzt und wurde so 2014 und 2016 slowenischer Meister und 2016 auch Pokalsieger. 2017 wechselte er zum EHC Bayreuth, wo sein Vertrag aber bereits im Oktober nach nur neun Spielen aufgelöst wurde. Seit 2018 spielt er für den HK Olimpija überwiegend in der Alps Hockey League, wird aber auch in der slowenischen Liga eingesetzt. 2019 gewann er mit dem Hauptstadtklub sowohl die Alps Hockey League, als auch die slowenische Meisterschaft. Ein Jahr später gelang der Erfolg im slowenischen Eishockeypokal. Nachdem er mit Olimpija 2021 erneut die Alps Hockey League gewinnen konnte, war er zunächst vereinslos, unterschrieb aber im Januar 2022 bei den Herlev Eagles aus der dänische Metal Ligaen, wo er bis zum Saisonende blieb. Anschließend fand er zunächst erneut keinen Klub, bis er im Januar 2023 von Nice Hockey Côte d’Azur aus der französischen Ligue Magnus verpflichtet wurde.

### International
Für Slowenien nahm Pešut im Juniorenbereich an den U18-Weltmeisterschaften der Division II 2009 und 2010, als er mit Rok Leber und Gal Koren die mit Abstand beste Angriffsreihe des Turniers in der ukrainischen Hauptstadt Kiew bildete und mit beiden zusammen Topscorer sowie gemeinsam mit Leber Torschützenkönig war, sowie den U20-Junioren-Weltmeisterschaften der Division I 2011 und 2012 teil.
Sein Debüt in der slowenischen Herren-Auswahl gab er bei de Weltmeisterschaften der Division I 2016, als der Aufstieg in die Top-Division gelang.

## Erfolge und Auszeichnungen
- 2010 Aufstieg in die Division I bei der U18-Weltmeisterschaft der Division II, Gruppe B
- 2010 Topscorer und Torschützenkönig bei der U18-Weltmeisterschaft der Division II, Gruppa B
- 2014 Slowenischer Meister mit dem HDD Olimpija Ljubljana
- 2016 Slowenischer Meister und Pokalsieger mit dem HDD Olimpija Ljubljana
- 2016 Aufstieg in die Top-Division bei der Weltmeisterschaft der Division I, Gruppe A
- 2019 Meister der Alps Hockey League und slowenischer Meister mit dem HK Olimpija
- 2020 Slowenischer Pokalsieger mit dem HK Olimpija
- 2021 Meister der Alps Hockey League und slowenischer Meister mit dem HK Olimpija

## Karrierestatistik

### International
(Legende zur Spielerstatistik: Sp oder GP = absolvierte Spiele; T oder G = erzielte Tore; V oder A = erzielte Assists; Pkt oder Pts = erzielte Scorerpunkte; SM oder PIM = erhaltene Strafminuten; +/− = Plus/Minus-Bilanz; PP = erzielte Überzahltore; SH = erzielte Unterzahltore; GW = erzielte Siegtore; 1 Play-downs/Relegation; Kursiv: Statistik nicht vollständig)